# شارع الحسن بن علي
شارع الحسن بن علي أحد شوارع حي الروضة بالرياض يمتد من طريق خريص جنوبا إلى شارع عبد الرحمن الغافقي شمالا ويتميز بوجود بلدية الروضة ومجموعة كبيرة من فروع البنوك السعودية بالإضافة إلى سوق الاتصالات في آخر الشارع وسمي باسمه نسبة إلى الحسن بن علي بن أبي طالب حفيد رسول الله.
ويتقاطع مع الشوارع التالية من الجنوب إلى الشمال
- طريق خريص
- شارع حفصة بنت عمر
- شارع عبادة بن الصامت
- شارع الروضه شارع حسن بن عليي